# Proton VPN
Proton VPN（プロトンブイピーエヌ）とは、スイスで2017年から運営されているVPNサービスである。VPNサーバーまでの通信経路の暗号化、ユーザーのIPアドレスの秘匿、インターネット検閲の回避などのプライバシー保護機能を提供する。

## 概要
Proton VPNは、2014年から暗号化電子メールサービスProtonMailを提供しているProton Technologies AGと同じ開発元によって2017年から運営されているVPNサービスである。主にプライバシー保護、セキュリティ保護、検閲への対抗を目標に掲げたサービスであり、一部サーバーは無料で利用できる。

## 沿革
2017年6月20日、サービス開始。
2018年10月、Firefoxを開発するMozillaは、ユーザーの通信の安全性を確保するため信頼のおけるVPNサービスを検討。結果、Proton VPNと協力して、試験的にFirefox上でProton VPNの提供を開始。（後にMozillaはMullvad VPNとのパートナーシップの元、独自にMozilla VPNのサービスを開始）
2020年5月、Proton VPNのAndroid版アプリがF-Droidからもインストール可能になった。
2020年7月21日、香港の民主主義、プライバシー、言論の自由を守るため、「7・8月の香港での売り上げの50%」および「寄付の全額」を香港の2つの団体「612 Humanitarian Relief Fund」および「Stand With Hong Kong」に寄付するキャンペーンを発表した（2019年-2020年香港民主化デモを参照）。寄付キャンペーンは9月まで延長され、2020年10月、800,000香港ドル（約11,000,000円）が「612 Humanitarian Relief Fund」および「Stand With Hong Kong」に寄付された。

## 安全性

### ノーログポリシー
閲覧履歴などを保存しないノーログポリシーを掲げている。

### 暗号化
通信の暗号化にはOpenVPNやIKEv2を使用して安全性を確保している。

### Secure Core
通常1つである接続先サーバーを2重にすることで安全性を高めるSecure Core（セキュアコア）という機能を提供している。Secure Coreを利用した場合まずProton VPNが直接管理している、強力なプライバシー保護法のある国（アイスランド、スイス、スウェーデン）のサーバーに接続され、その後出口サーバーとして機能する2つ目のサーバーに接続された後にインターネットに接続される。

### スイス拠点
監視協定である5 Eyesや14 Eyes（UKUSA協定）の内でなく、DPAやDPOなどのプライバシー保護法が強力なスイスに拠点を置くことで法的にプライバシーが保護できるとしている。

## 機能

### サーバー
サーバーは2019年4月時点において、32カ国に387台存在する。
サーバーは2019年9月時点において、35カ国に464台存在する。
サーバーは2020年5月時点において、50カ国に801台存在する。
サーバーは2020年8月時点において、51カ国に954台存在する。
サーバーは2023年8月時点において、68カ国に2991（2979）台存在する。
このうち、一部のサーバーは「スマートルーティング」と称され、IPアドレスが特定の国のものと認識されても、物理的にその位置にサーバーが設置されているわけではない。